# Mohammade
Mohammade (perski: محمده) – wieś w zachodnim Iranie, w ostanie Kurdystan. W 2006 roku miejscowość liczyła 213 osób w 42 rodzinach.